# 나튜
나튜(Natthew, 본명: 낫 티오파이응암(태국어: ณัฏฐ์ ทิวไผ่งาม), 1989년 6월 5일 ~ )는 태국의 가수이자 배우로, 《아카데미 판타지아 시즌 5》의 우승자이다.

## 생애
낫 티오파이응암 또는 나튜(예명)는 1989년 6월 5일 태국 방콕에서 1남 2녀 중 장남으로 태어났다. 키는 180 cm, 몸무게는 64.5 kg이며, 취미는 색소폰 불기와 만화 그리기, 그리고 건담 수집 등이다. 2013년에 방콕 명문 까셋삿대 경영학과를 졸업했다. 2008년도에 태국 오디션 프로그램 아카데미 판타지아 시즌 5을 우승하면서 가수 데뷔를 하였고, 배우, 모델, 뮤지컬 배우로서 활발한 활동을 하고 있다.
2012년 11월 15일 "She's Bad"라는 댄스곡으로 한국 데뷔를 하였고, 2012 Mnet 아시안 뮤직 어워드에서 뉴 아시안 아티스트(태국)을 수상하였다. 현재 태국과 한국을 오가며 활동을 하고 있으며, 엠넷 뮤직 드라마 몬스타에 출연한 바 있다.

## 음반

### 태국

#### 앨범
- 2008 "Me, My Dreams & My Producer"
- 2010 "The Winners Project"
- 2011 "Natthew The Passion"
- 2012 "She`s Bad"
- 2013 "Nine: Time Travelling Nine Times Part 3"
- 2014 "Love Will Be OK"

#### 싱글 /한국
- 2012 "She's Bad (Feat. 용준형 of 비스트)"
- 2013 "오 제발" (tvN 드라마 "나인: 아홉 번의 시간여행" OST Part 3)
- 2014 "Don't Know How" '도통 모르겠네'( 로이 킴 노래 리메이크하며 한국 가요계 컴백)
- 2014 "Love will be OK" '잘할게' (Feat. 손호영 / Son Hoyoung)

## 활동

### TV
- 2011 KBS2 출발 드림팀 시즌2 <아시아 스타편>
- 2012 KBS2 출발 드림팀 시즌2 <아시아 스타편>
- 2012 Mnet 엠카운트다운 (2014.11.15)
- 2014 Mnet 엠카운트다운 (2014.11.13)
- 2014 SBS MTV ( The Show / 더 쇼 시즌4 ) (2014.11.18)
- 2014 MBC Music (Show Champion 쇼 챔피언) (2014.11.19)
- 2014 KBS World (Music Bank (TV series) 뮤직뱅크) (2014.11.21)
- 2014 SBS MTV ( The Show / 더 쇼 시즌4 ) (2014.11.25)
- 2014 MBC Music Show Champion 쇼 챔피언) (2014.11.26)
- 2014 아리랑 TV (Simply Kpop / 심플리케이팝) (2014.12.05)

### 드라마
- 2012 Sue Sa Ming
- 2013 Mnet 몬스타 - 나윈 타마랏 역

### 뮤지컬
- 2011 Fame the Musical
- 2012 Prissana the Musical

### 콘서트
- 2008 The Journey of Love Concert
- 2009 Big C Big Love Concert
- 2009 AF Bachelor Dream Concert
- 2009 Krungsri AF Fans Festival
- 2012 The Serenade of My Mind, My Universe (단독 미니 콘서트)

## 수상 경력
- 2008 아카데미 판타지아 시즌 5 우승자 (태국)
- 2009 Kazz Magazine Award - Best Male Artist (태국)
- 2009 Top 100 Hot Guys of 2009 (태국)
- 2012 Mnet 아시안 뮤직 어워드 뉴 아시안 아티스트 - 태국
- 2014 Favorite Solo for Jpop Asia Awards
- 2014 Favorite Choreography for Jpop Asia Awards
- 2014 Sexiest Male for Jpop Asia Awards
- 2014 Most Wanttobe for Jpop Asia Awards